# Paul von Mendelssohn-Bartholdy

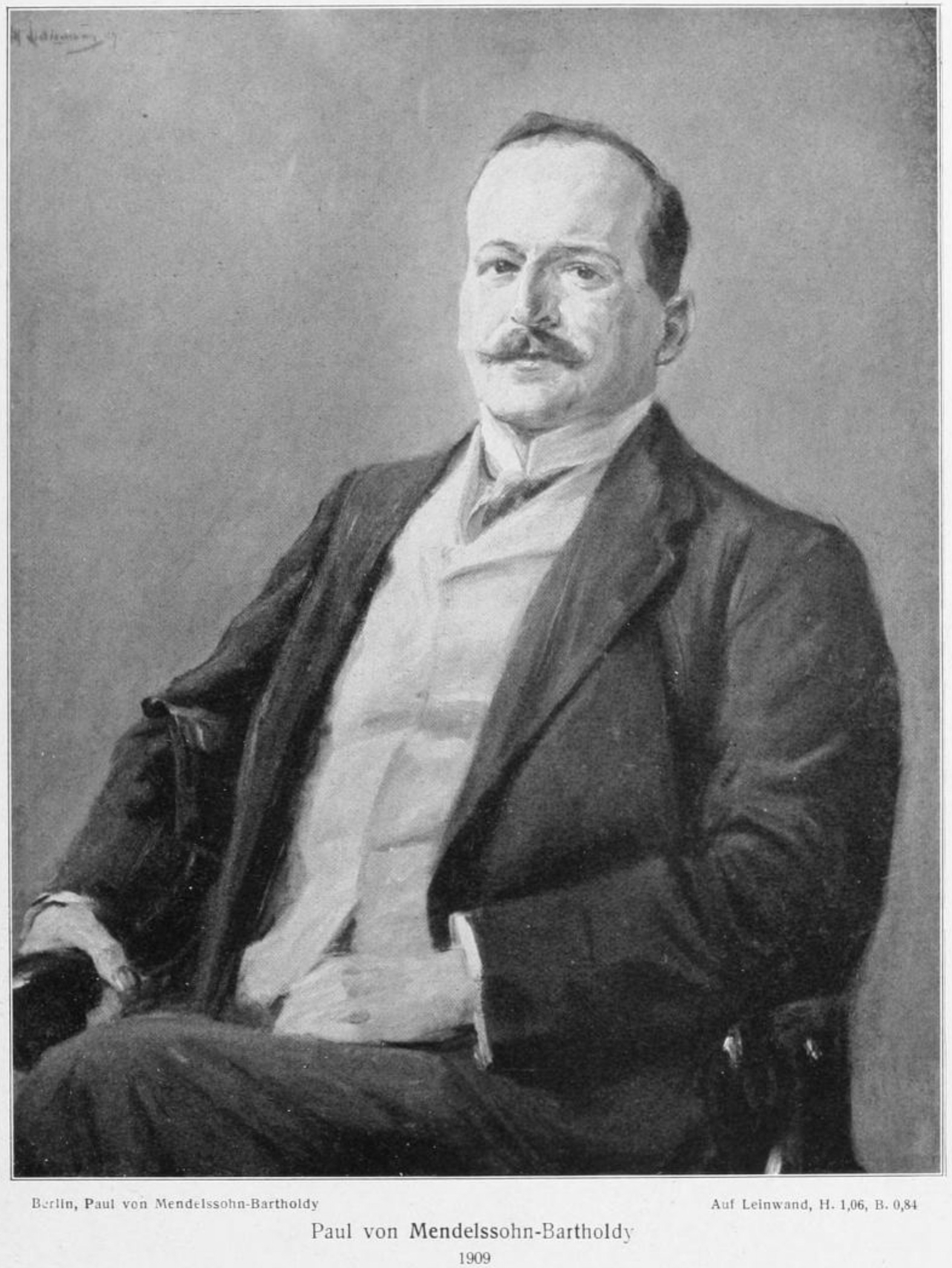
Paul von Mendelssohn-Bartholdy, Ölgemälde von Max Liebermann, 1909

Paul Robert Ernst von Mendelssohn-Bartholdy (* 14. November 1875 in Berlin; † 10. Mai 1935 ebenda) war ein deutscher Bankier.

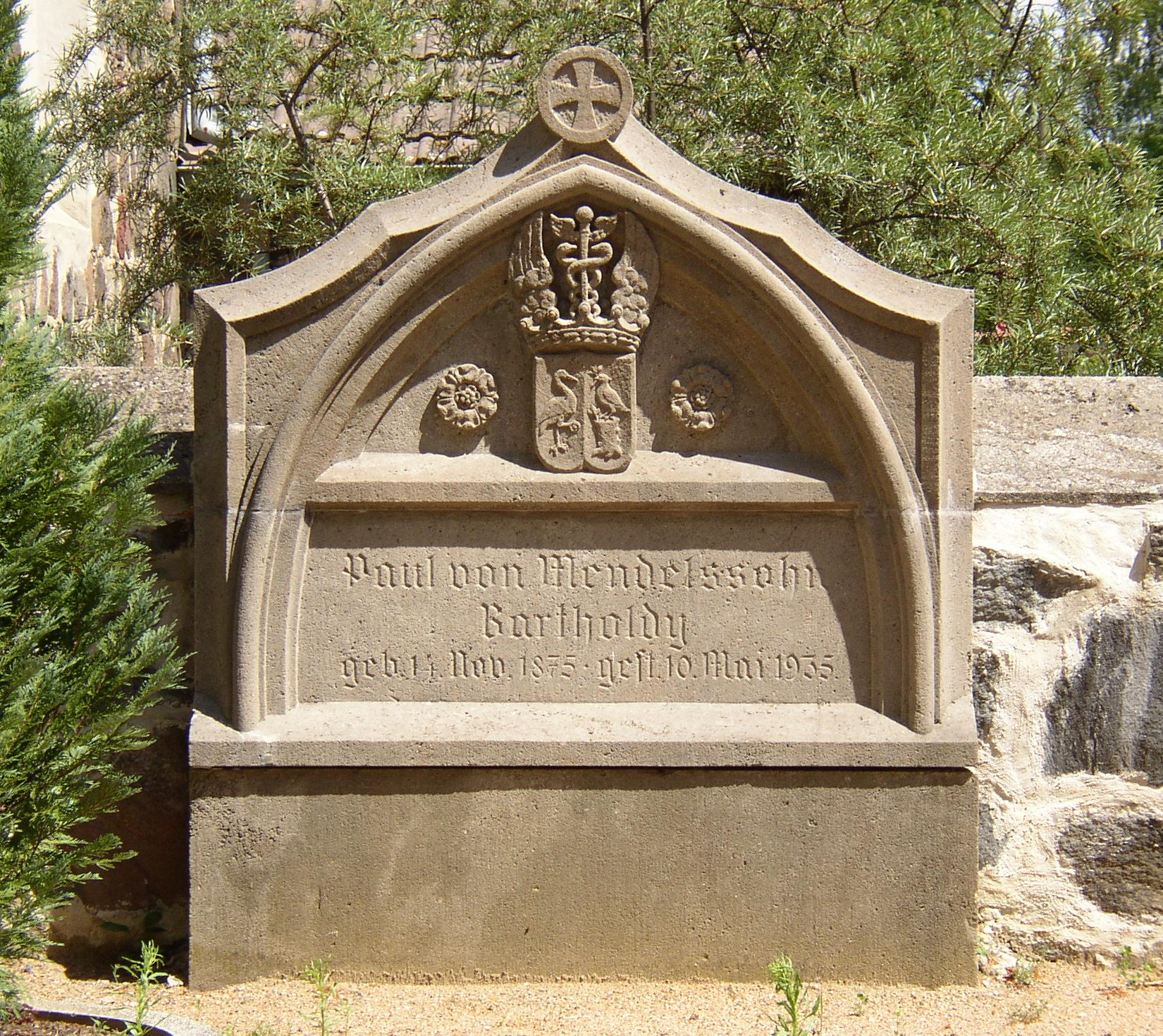
Grab von Paul von Mendelssohn-Bartholdy in Börnicke

## Leben
Paul von Mendelssohn-Bartholdy war der älteste Sohn des Bankiers Ernst von Mendelssohn-Bartholdy (1846–1909) und seiner Ehefrau Marie, geb. Warschauer (1855–1906), einer Enkelin Alexander Mendelssohns. Nach einigen Monaten im Balliol College in Oxford, einem Jurastudium in Bonn und Berlin und dem Beitritt zur Gesellschaft der Freunde 1901 wurde er Anfang 1902 Teilhaber der Familienbank Mendelssohn & Co. Wenige Monate später heiratete er Charlotte Reichenheim. Das Paar blieb kinderlos. Nach der Scheidung heiratete er 1927 in zweiter, ebenfalls kinderloser Ehe Elsa Lucy Emmy Lolo von Lavergne-Péguilhen (* 8. Januar 1899 in Straßburg; † 11. März 1986), die er auch zu seiner Vorerbin machte. Seine Schwester Enole (* 1879; † 1947) war mit dem Juristen Albert von Schwerin verheiratet.

## Gemäldesammlung
Gemeinsam mit seiner ersten Frau baute Paul von Mendelssohn-Bartholdy im Stadtpalais Alsenstraße 3/3a (Architekt: Bruno Paul) und in Schloss Börnicke (umgebaut durch denselben Architekten) eine Gemäldesammlung mit Spitzenstücken von Pablo Picasso (Junge mit Pferd und Die Mühle von La Galette), Vincent van Gogh (Sonnenblumen) und anderen Künstlern der Moderne auf.
Vor seinem Tod ließ von Mendelssohn-Bartholdy 1935 einige Picasso-Gemälde aus seiner Sammlung in die Schweiz bringen, wo sie vom Kunsthändler Justin K. Thannhauser teils verkauft, teils von ihm später New Yorker Museen gestiftet wurden. 2008 verlangten die Erben Mendelssohns mit Julius H. Schoeps als ihrem Sprecher die Rückgabe der Gemälde; ihr Verbleib im Guggenheim Museum und im Museum of Modern Art in New York City wurde Anfang 2009 durch einen Vergleich möglich. Die Witwe verkaufte einen Teil des restlichen Erbes, darunter Schloss Hasenheide und (nach dem Krieg) Picassos Junge mit Pfeife, und heiratete 1940 den österreichischen Grafen Max von Kesselstatt. Über Picassos Porträt von Angel Fernández de Soto kam es vor einer geplanten Auktion 2010 zu einem Vergleich mit der Stiftung von Andrew Lloyd Webber, die es seit 1995 besessen hatte. 2020 restituierte die National Gallery of Art in Washington, D.C. Picassos Frauenkopf an die Erben.